# Van Allen Probes

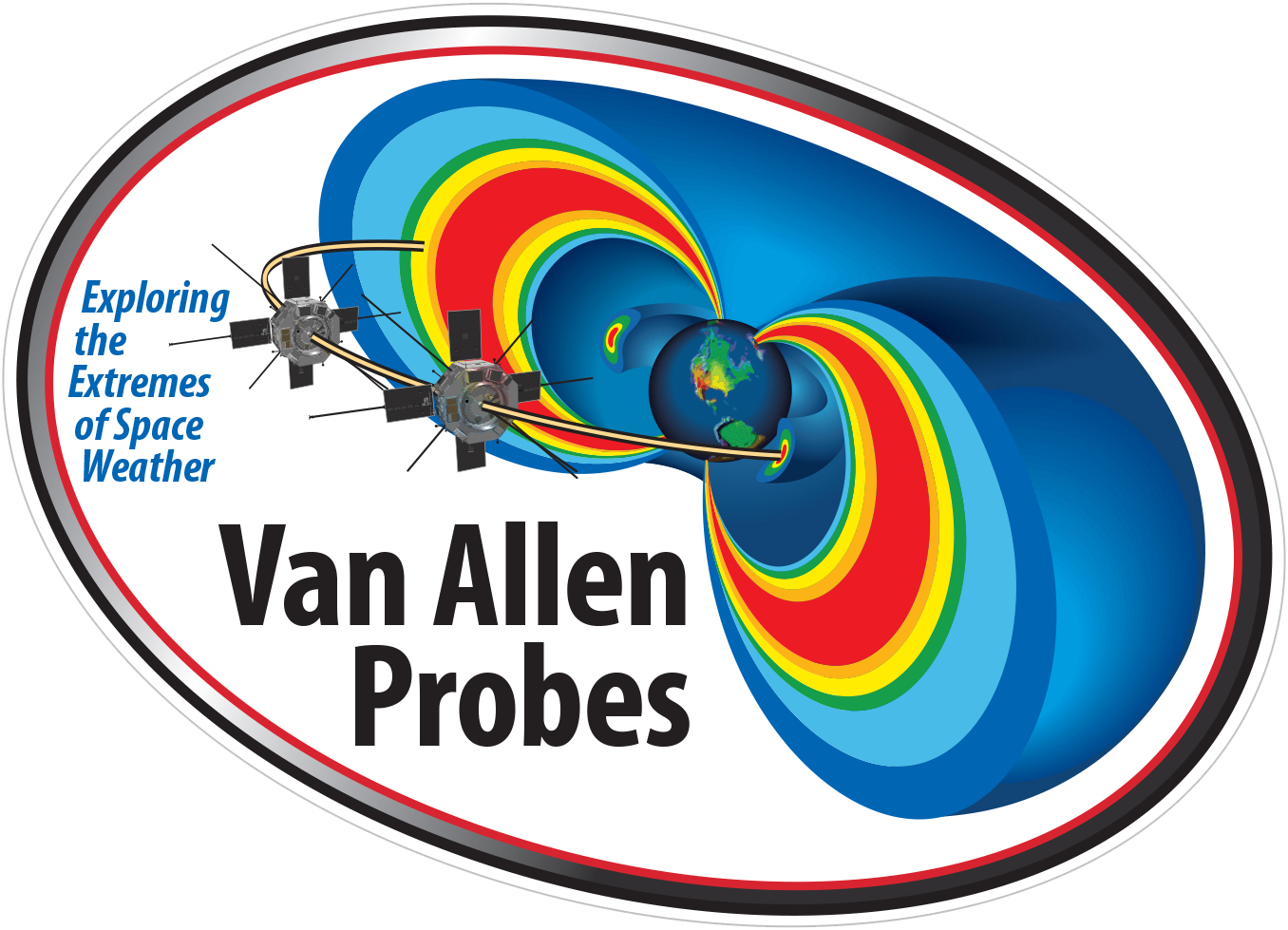
Logo Van Allen Probes (VAP)

De Van Allen Probes (VAP), tot november 2012 bekend als de Radiation Belt Storm Probes (RBSP) waren twee robotachtige ruimtevaartuigen die werden gebruikt om de Vanallengordels rond de aarde te bestuderen. NASA voerde de missie uit als onderdeel van het Living With a Star-programma. Het begrijpen van de omgeving van de stralingsgordel en de variabiliteit ervan heeft praktische toepassingen op het gebied van ruimtevaartuigoperaties, ontwerp van ruimtevaartuigsystemen, missieplanning en veiligheid van astronauten. De sondes werden gelanceerd op 30 augustus 2012 en waren zeven jaar actief. Beide ruimtevaartuigen werden in 2019 gedeactiveerd toen ze geen brandstof meer hadden. Ze zullen naar verwachting in de jaren 2034 uit hun baan verdwijnen.

## Mijlpalen
- Beoordeling missieconcept voltooid, 30-31 januari 2007
- Voorlopige ontwerpbeoordeling, oktober 2008
- Bevestigingsbeoordeling, januari 2009
- Sondes vervoerd van Applied Physics Laboratory in Laurel, Maryland naar Cape Canaveral Air Force Station in Florida, 30 april 2012
- Sondes gelanceerd vanaf Space Launch Complex 41 op Cape Canaveral Air Force Station in Florida op 30 augustus 2012. De lancering vond plaats om 4:05 uur EDT.
- Van Allen Probe B gedeactiveerd, 19 juli 2019.
- Van Allen Probe A gedeactiveerd, 18 oktober 2019. Einde missie.

## Lanceervoertuig
Op 16 maart 2009 kondigde United Launch Alliance (ULA) aan dat NASA ULA een contract had toegekend om Radiation Belt Storm Probes (RSBP) te lanceren met behulp van een Atlas V 401-raket. NASA stelde de lancering uit omdat deze op 23 augustus vroeg in de ochtend aftelde tot vier minuten. Nadat slecht weer een lancering op 24 augustus verhinderde en een verdere vertraging uit voorzorg om de raket en satellieten te beschermen tegen orkaan Isaac, vond de lancering plaats op 30 augustus 2012 om 04.05 uur EDT.

## Einde van de missie
Op 12 februari 2019 begonnen missiecontrollers met het beëindigen van de missie door de perigeums van het ruimtevaartuig te verlagen, wat hun atmosferische weerstand verhoogt en resulteert in hun uiteindelijke destructieve terugkeer in de atmosfeer. Dit zorgt ervoor dat de sondes binnen een redelijke tijdspanne terugkeren, om weinig gevaar te vormen met betrekking tot het probleem van orbitaal puin. De sondes zouden naar verwachting begin 2020 niet meer werken, of wanneer ze geen drijfgas meer hadden om hun zonnepanelen op de zon gericht te houden. De terugkeer in de atmosfeer zal naar verwachting plaatsvinden in 2034.
Van Allen Probe B werd op 19 juli 2019 stilgelegd, nadat missie-operators hadden bevestigd dat er geen drijfgas meer was. Van Allen Probe A die ook bijna geen drijfgas meer heeft, werd op 18 oktober 2019 gedeactiveerd, waarmee een einde kwam aan de Van Allen Probes-missie na zeven jaar in bedrijf te zijn geweest.